# Kaszkalino
Kaszkalino (ros. Кашкалино) – wieś w Rosji, w rejonie wołogodzkim obwodu wołogodzkiego. W 2010 r. liczyła 5 mieszkańców.